# Stearne Tighe Edwards
Stearne Tighe Edwards, kanadski letalski častnik, vojaški pilot in letalski as, * 13. februar 1893, † 22. november 1918, Anglija.
Stotnik Edwards je v svoji vojaški službi dosegel 17 zračnih zmag.

## Življenjepis
Med prvo svetovno vojno je bil sprva pripadnik RNAS, nato pa RAF.

## Odlikovanja
- Distinguished Service Cross (DSC) s ploščico